# 国際ビルヂング

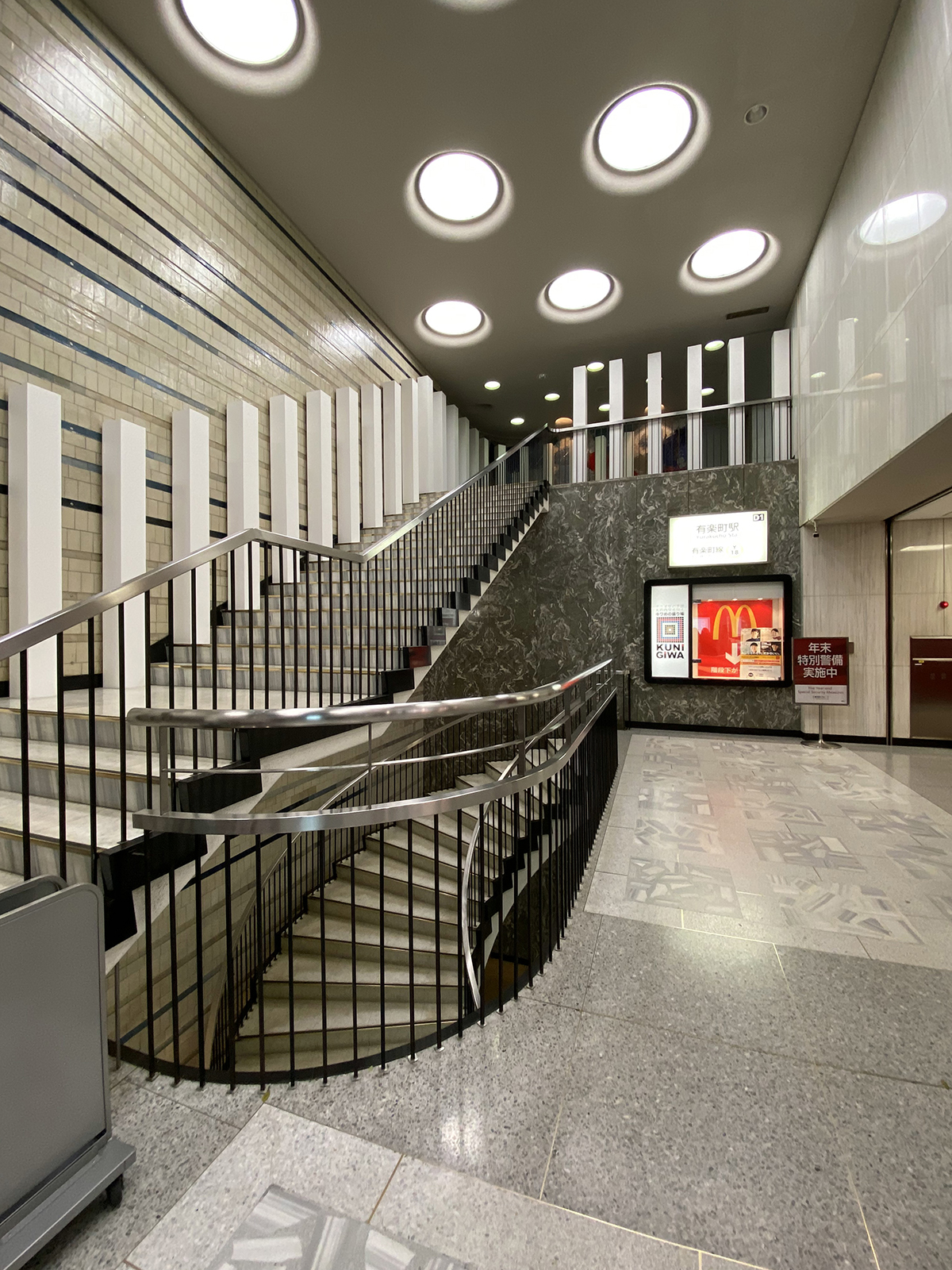
階段

国際ビルヂング（こくさいビルヂング）は、東京都千代田区丸の内三丁目に所在する建築物である。帝国劇場と合築であり、帝国劇場の部分は帝劇ビルとも称する。

## 歴史
1911年（明治44年）、日比谷濠に面した三菱地所の所有地に、東宝が建物を所有する帝国劇場が竣工した。ミュージカルや歌舞伎など演劇用の劇場として永らく親しまれたが、1955年（昭和30年）からは映画館に転用されていた。帝劇と同じ区画には日本倶楽部と、三菱地所所有の三菱仲3号館があり、三菱地所では仲3号館建替えの際には帝劇を含めた共同ビルの建設を検討していた。
1960年（昭和30年）4月に三菱地所が東宝に打診すると東宝側も理解を示し、構想が具体化し始めた。帝劇別館のテナントの移転交渉に約3年を要したのち、1963年（昭和38年）6月に東宝から三菱地所に貸地を返還したのち、区画の1/2の敷地を東宝に譲渡する。区画前面に共同でビルを建設し、建物のうち各所有地上の部分はそれぞれの所有とする旨の合意がなされた。日本倶楽部との交渉は難航したものの、新ビルにフロアを所有することを条件に、1964年（昭和39年）3月に敷地の返還に応じた。同年3月より旧帝劇の解体に着手、4月10日に「帝劇改築工事」として地鎮祭が執り行われた。1965年（昭和40年）9月に建物名称が「国際ビルヂング」に決定。1966年（昭和41年）9月13日に竣工、同20日、「オール東宝スターオープニングフェスティバル」をこけら落しとして帝国劇場が開館した。
2022年（令和4年）9月27日、所有する三菱地所は建物の老朽化等を理由に、隣接の帝国劇場及び帝劇ビルとともに再開発を決定、2025年（令和7年）を目途に一時休館する予定である。

## 建築
機能的にも構造的に異質な、オフィスと劇場を1つのビルに収容する難易度の高い条件であり、オフィス部分は三菱地所、劇場部分は阿部事務所、建物外観と劇場内装は東京工業大学の谷口吉郎が連携して設計にあたった。外装は赤褐色を基調に黒と銀色をアクセントに用い、白亜の殿堂であった旧帝劇ビルとは対照的となった。東宝の希望により、帝国劇場は建物のうち南東の角に入った。1968年に第9回BCS賞、2000年にはBELCA賞ロングライフ部門を受賞している。

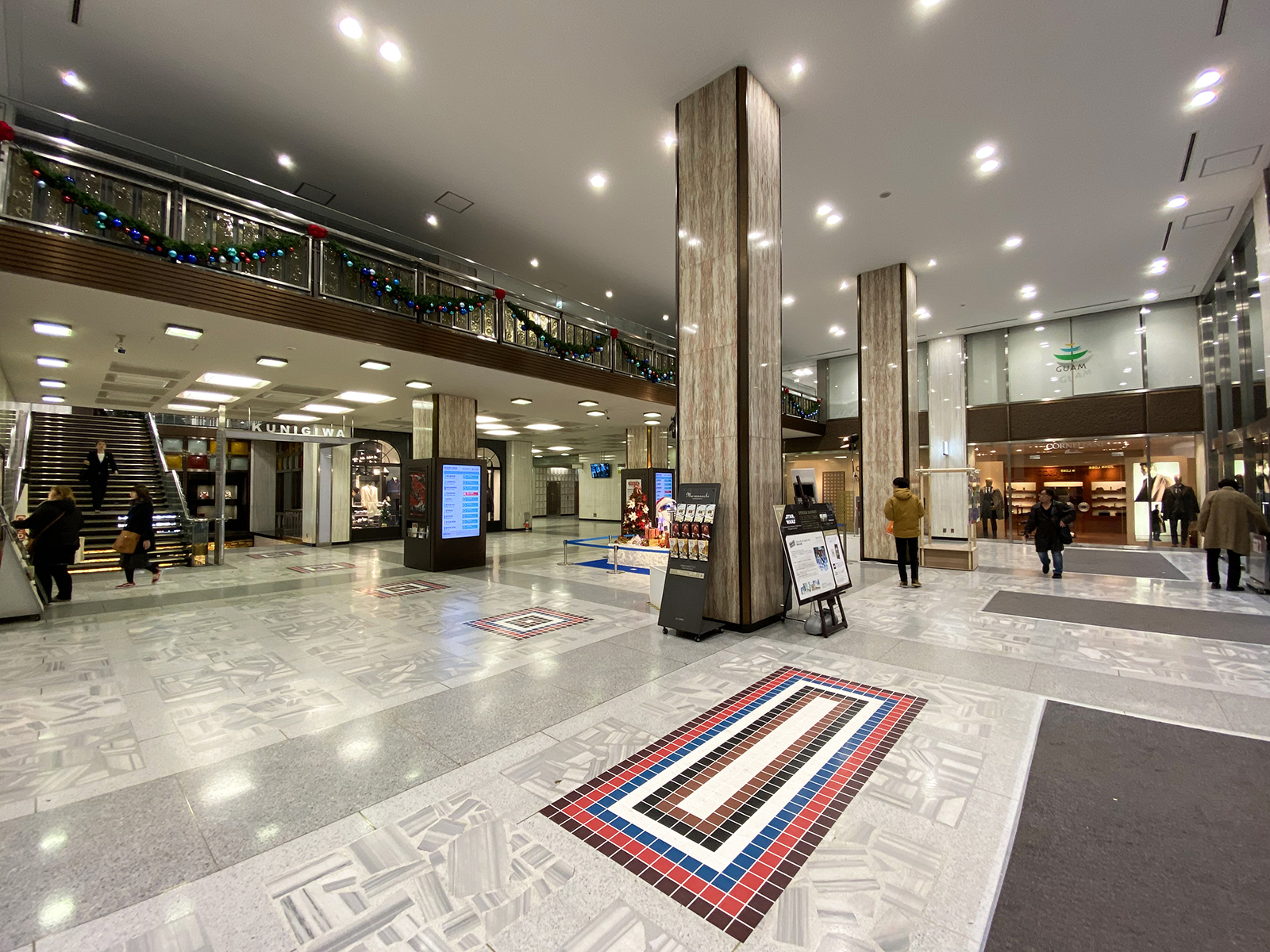
大堂
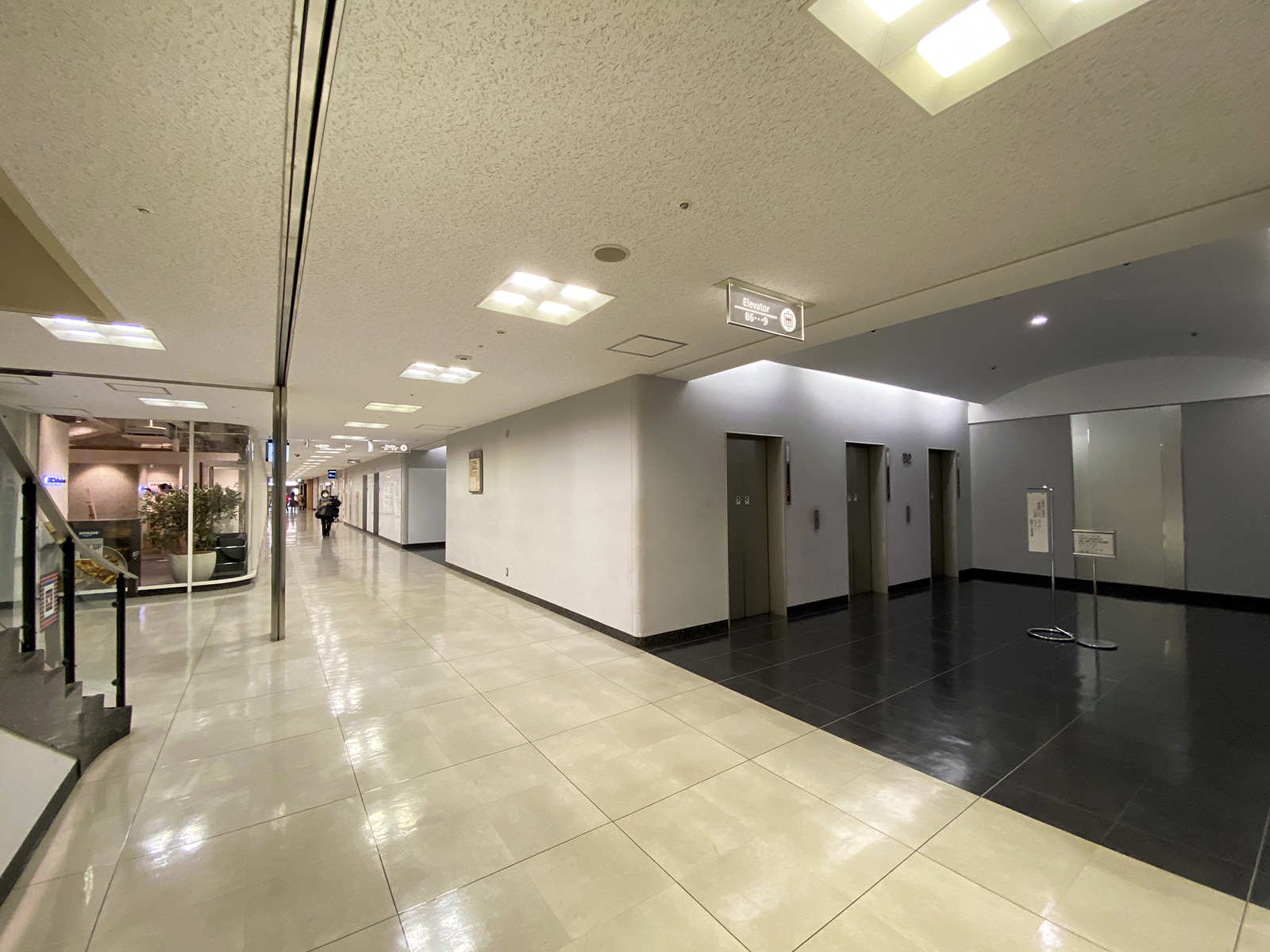
B2階
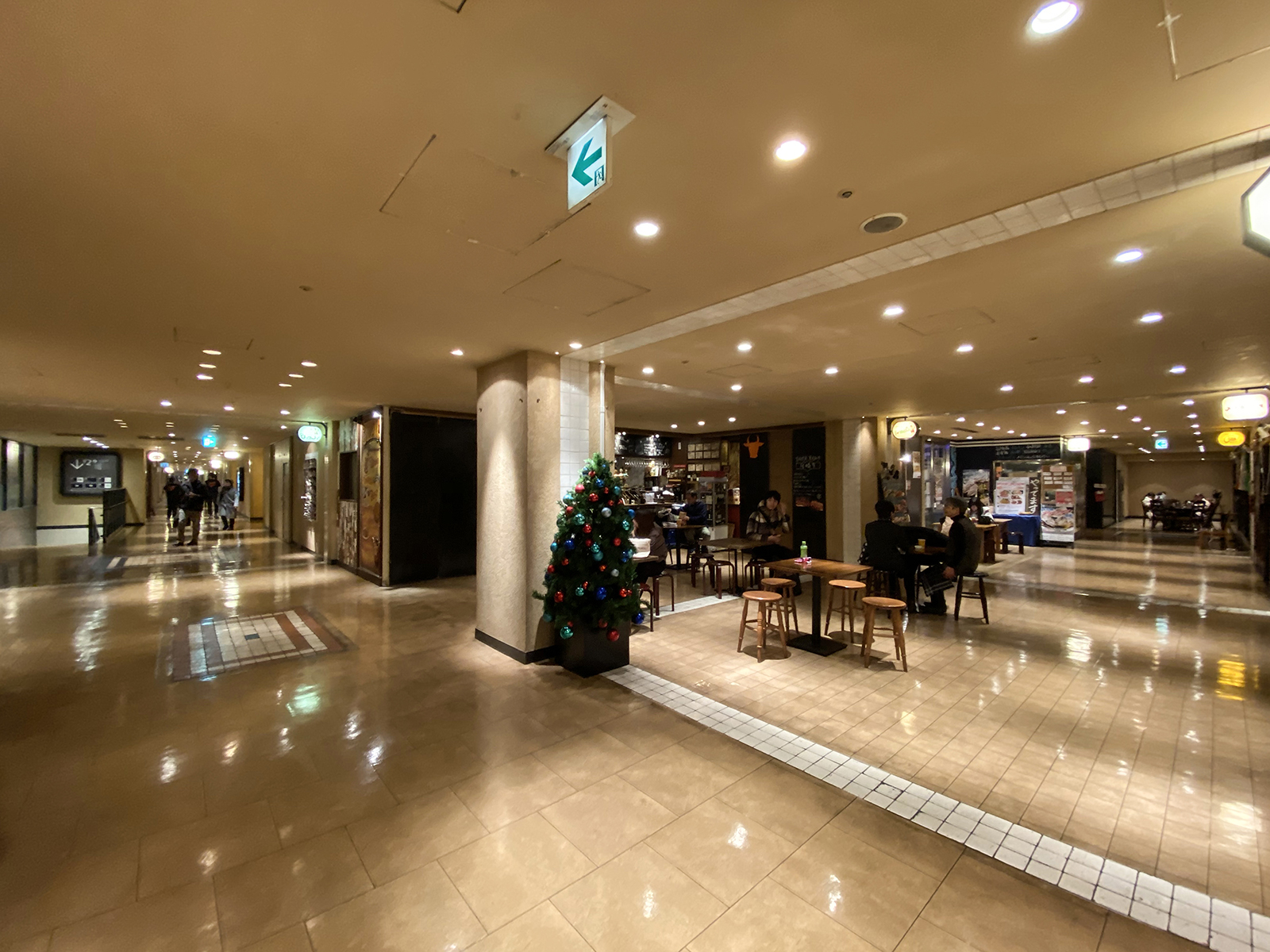
B1階
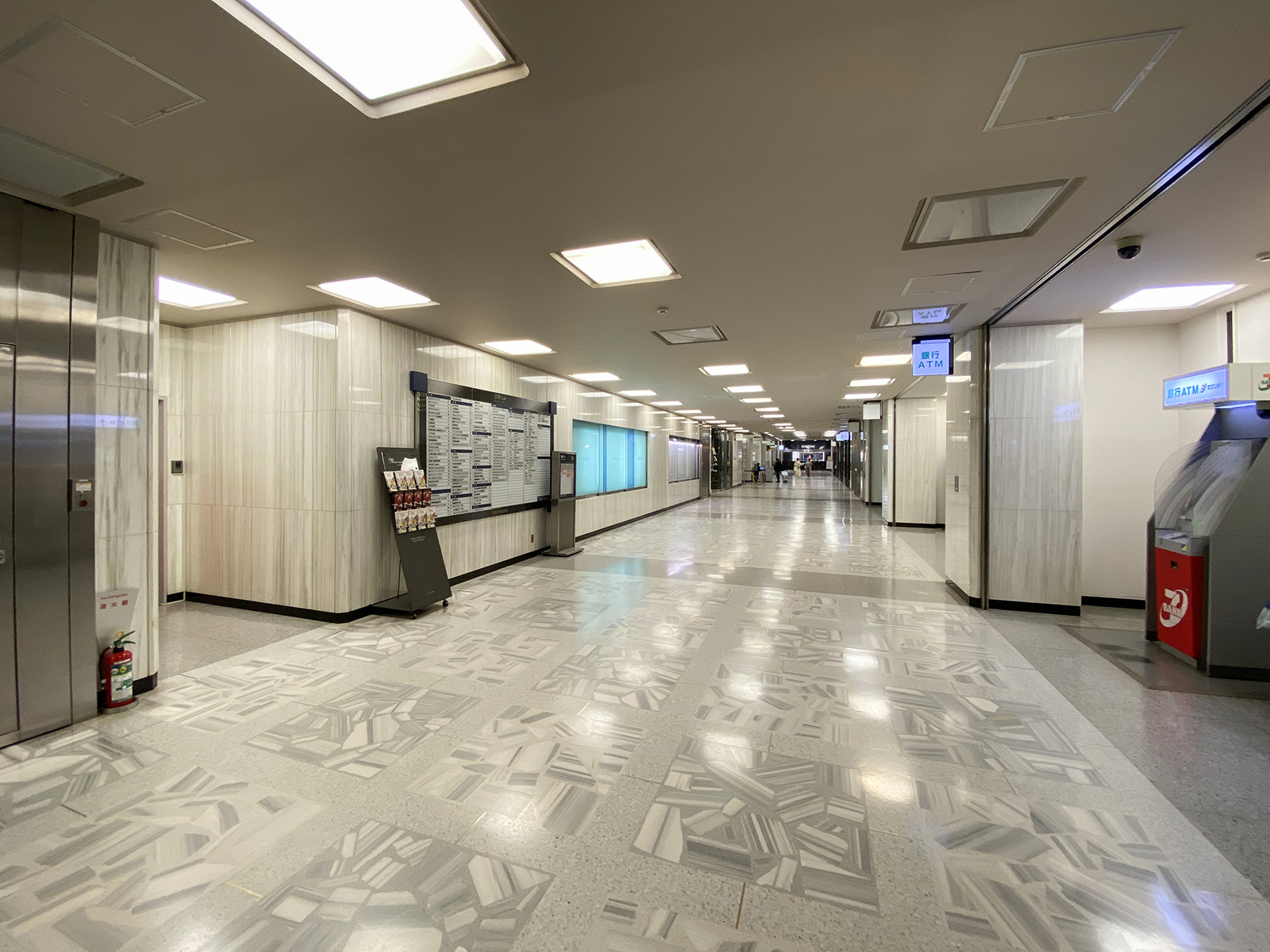
1階
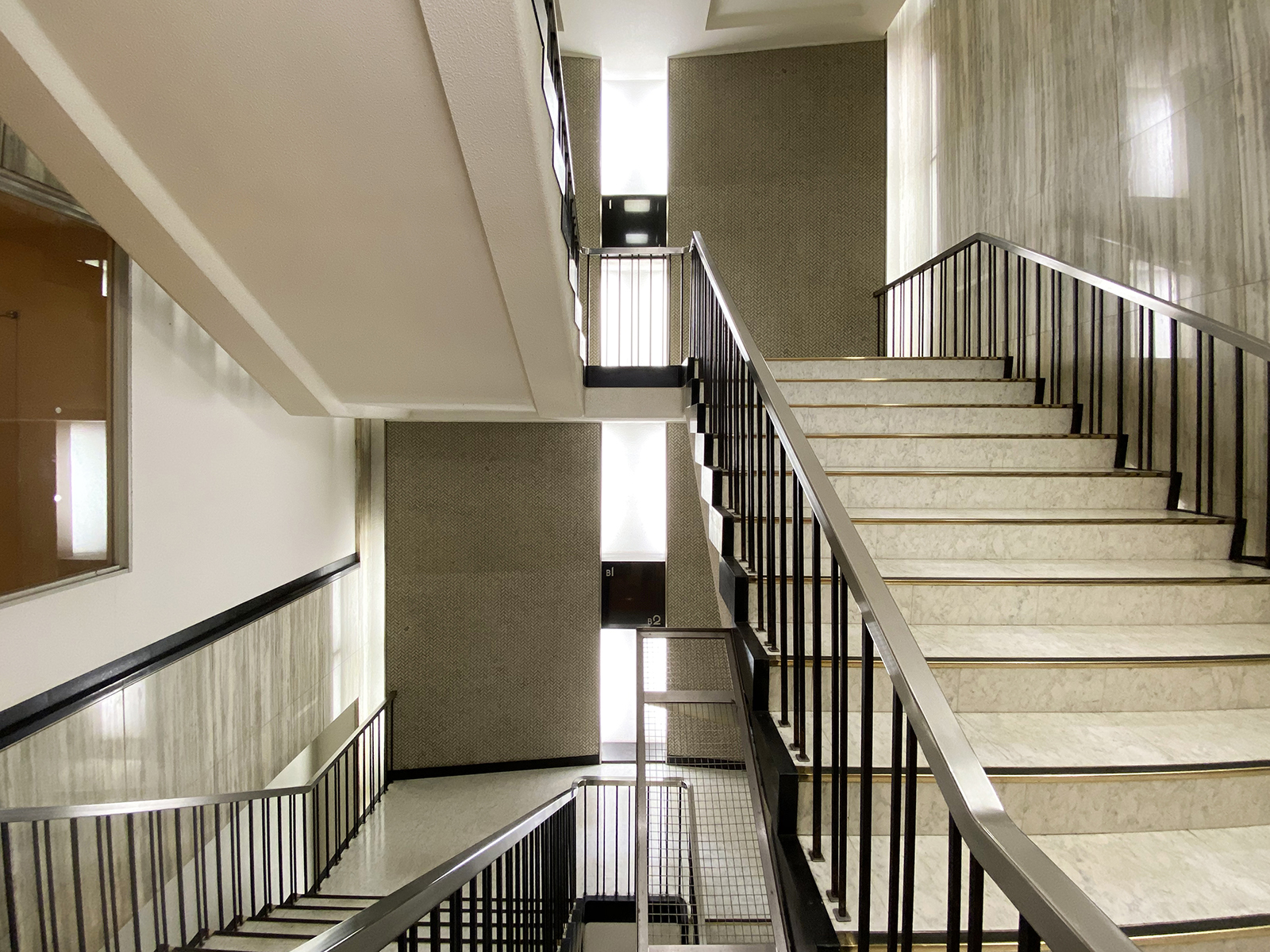
階段（1）

## テナント
竣工当初は、三菱地所所有のオフィス部分には東京海上火災保険などが入居し、地下1階には2012年（平成14年）に「丸の内 タニタ食堂」がオープンした。帝国劇場部分の9階には1966年（昭和41年）10月28日に出光美術館がオープンし、出光興産も4〜8階に本社を置いていた。出光興産は2020年（令和2年）12月21日から本社を大手町の「Otemachi Oneタワー」に移転した一方、同社子会社で自動車関連商品・店舗備品を扱うアポロリンクが2021年（令和3年）3月1日に移転してきた。劇場の詳細については帝国劇場の項目を参照。